# Llengües papel
Les llengües papel són un grup de llengües africanes, integrades en el grup de llengües atlàntiques que formen part de la família de llengües nigerocongoleses, i que es parlen a l'àrea de Casamance (Senegal), Guinea Bissau i Gàmbia. Comprèn les llengües mankanya, mandjak i papel i són un grup de controvèrsia de les llengües bak.